# 陳盤庚

陳盤庚，南安人。第二次世界大戰及國共內戰時國民黨少將。國民黨50師參謀長兼149團團長。
於福州戰役被俘後下落不明。